# Południoworoztoczański Park Krajobrazowy
Południoworoztoczański Park Krajobrazowy – park krajobrazowy położony na terenie województwa lubelskiego i województwa podkarpackiego. Obejmuje polską część Roztocza Wschodniego.
Zajmuje powierzchnię 208,16 km², z czego 167,97 km² znajduje się na terenie podkarpackich gmin Horyniec-Zdrój i Narol, a 40,19 km² na terenie gminy Lubycza Królewska w województwie lubelskim.

## Rezerwaty przyrody
- Źródła Tanwi – leśny
- Sołokija – florystyczny
- Jalinka – leśny